# 異性装フェティシズム
異性装フェティシズム（いせいそうフェティシズム）とは、異性装に対して過度な性的欲求あるいは性的関心を抱く人間に対して、一部の国で用いられる精神医学的診断である。主に『精神障害の診断と統計マニュアル』（DSM-5）を採用している国ではフェティシズム服装倒錯症という名前でパラフィリア障害群に分類される。『疾病及び関連保健問題の国際統計分類』（ICD-11）を採用している国では診断名とはなっていない。異性装フェティシズムは、娯楽のためや性的興奮を伴わないその他の目的で行われる異性装とは異なる。

## 定義
世界保健機関（WHO）の『疾病及び関連保健問題の国際統計分類』（ICD）では以前は「性嗜好障害」の下に「フェティシズム的服装倒錯症」を分類していたが、2019年の「ICD-11」からは「性嗜好障害」という言葉を使わずに「パラフィリア症群」という言葉を用い、「フェティシズム的服装倒錯症」の用語はカテゴリから消えた。また、「ICD-10」では項目があった「両性役割服装倒錯症」は、臨床的な存在意義が認められなかったために廃止された。
アメリカ精神医学会（American Psychiatric Association）の『精神障害の診断と統計マニュアル』（2013年のDSM-5）によれば、遅発性の性別違和を発症した青年期あるいは成人の男性は「しばしば性的興奮をもって異性装をおこなう」としている。
DSM-5よりも古いDSM-IVでは、このフェティシズムは異性愛者の男性に限定されているが、DSM-5においては異性愛者に限っておらず、性的指向を問わずこの症状を示す男性と女性どちらにも診断されうる。しかしながら、実際には男性の報告例が多い。DSM-IV-TRによれば、フェティシズム服装倒錯症の診断においては以下の2つが基準となっていた。
1. 異性装をおこなうことで性的な興奮を感じる。
2. それらの行動のために、社会的あるいは職業的に、著しい苦痛や障害を経験している。

## 分類
男性の当事者は、例えばショーツやネグリジェ、ベビードール、ウェディングドレス、スリップ、ブラジャー、またはナイトウェア、ランジェリー、ストッキング、パンティストッキング、ヒールやブーツ、その他のはっきりと見た目や感触が女性らしい服などを収集することがある。また、彼らは性的願望を抱きつつ、女性服を身に着けて自身の写真を撮ることがある。

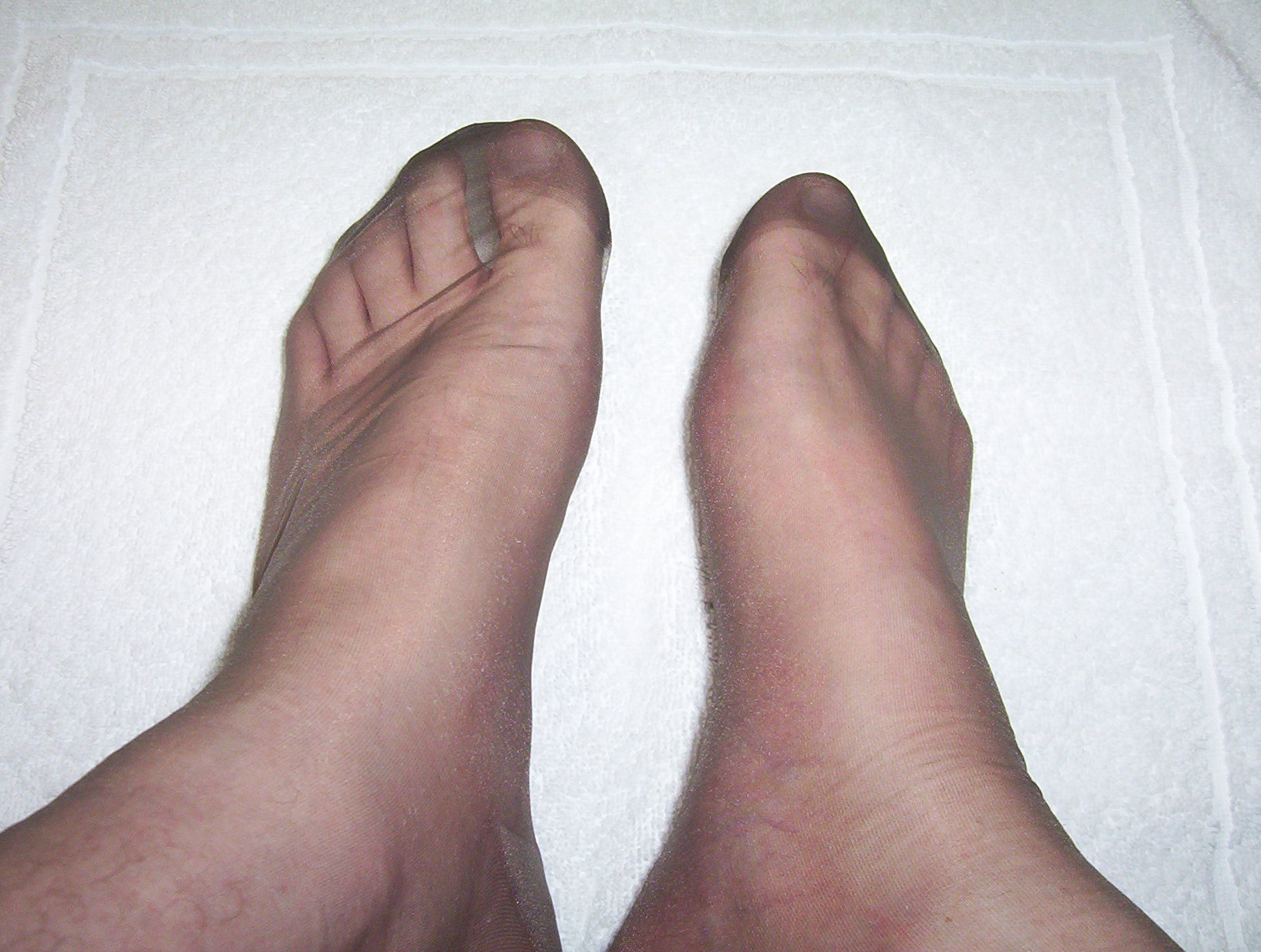
ストッキングの薄手の生地に強い興奮を覚える男性もいる。
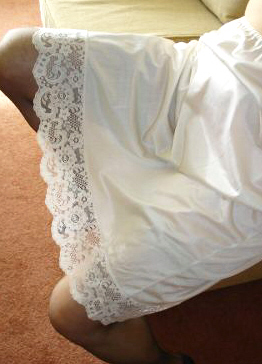
異性装フェティシズム、ハーフスリップとストッキング